# Karol II Podiebradowicz
Karol II Podiebradowicz, (cz.  Karel II minstenbersko-olesnicky, niem. Karl II von Münsterberg-Öls, Karl II von Podiebrad, ur. 15 kwietnia 1545 w Oleśnicy, zm. 28 stycznia 1617 tamże) – książę ziębicki i oleśnicki.

## Życiorys
Karol II był piątym dzieckiem Henryka II Pobiedradowicza, księcia ziębicko–oleśnickiego i Małgorzaty von Mecklenburg-Schwerin (1515–1559), córki księcia Meklemburgii Henryka V Zgodnego. Po śmierci ojca, w 1548, Karol II wraz z bratem Henrykiem III objął panowanie w bierutowskiej części księstwa oleśnickiego pod regencją stryja Joachima, biskupa brandenburskiego, za którego sprawą Karol II w latach 1561–1570 przebywał na dworze cesarskim Ferdynanda I i Maksymiliana II. Obracając się w kręgu dworu cesarskiego młody Karol zdobył doświadczenie dworskie, które predestynowało go później do wykonywania misji dyplomatycznych na rzecz Habsburgów; w 1587 cesarz Rudolf II wysłał Karola II na elekcję do Warszawy, na której jednym z kandydatów do tronu polskiego był Maksymilian III Habsburg. W 1568 Karol II wraz z bratem Henrykiem III kupili od swojego stryjecznego brata Karola Krzysztofa oleśnicką część księstwa oleśnickiego, a po jego śmierci, 17 marca 1569, obaj bracia weszli w posiadanie całego księstwa oleśnickiego.
17 września 1570 Karol II poślubił Katarzynę Berke (Berkova) z Dube i Lipy (1553–1583), po jej śmieci Karol II poślubił 17 listopada 1585 Elżbietę Magdalenę, córkę Jerzego II brzeskiego. Uroczystość zaślubin zaszczycił swoją obecnością cesarz Rudolf II, król Danii Fryderyk II oraz elektorowie i książęta Rzeszy.
Karol II został pochowany w kościele zamkowym w Oleśnicy.

## Rządy i działalność kulturalna
W 1574 za niespłacone długi traci na rzecz wierzycieli Złoty Stok wraz z mennicą, zastawia także Bierutów z zamkiem i okolicznymi wsiami rodzinie von Schindel. Gdy sytuacja finansowa Karola II poprawiła się, w 1599 nabył od Andrzeja Leszczyńskiego Międzybórz, a 1609 wykupił z zastawu Bierutów z okolicznymi wsiami. W 1600 wybudował kanał doprowadzający wodę do Oleśnicy, tym samym miasto otrzymało wodociągi. W 1614 nakazał wybudować młyny papiernicze i zbożowe na rzece Oleśnicy w Smardzowie. Za czasów Karola II następuje rozwój mieszczaństwa w Oleśnicy; w 1592 nadał miastu przywilej handlu bydłem. Mieszczanie oleśniccy bogacili się handlując wyrobami rzemieślniczymi oraz uprawiając gospodarkę rolną. W 1606 Karol II skupił w swoich rękach władzę w znacznej części Śląska; w latach 1605–1609, do czasów uzyskania pełnoletniości bratanków swojej drugiej żony – Jana Chrystiana i Jerzego Rudolfa – sprawował władzę regencką w księstwie legnicko–brzeskim; w 1608 roku został generalnym starostą Śląska. Zainicjował powstanie tak zwanego listu majestatycznego, równouprawniającego wyznanie luterańskie z katolickim.
Działalność kulturalna i budowlana Karola II zaowocowała gruntowną przebudową oleśnickiego zamku w stylu renesansowym; zmienił się także charakter zabudowy Oleśnicy - książę osobiście interweniował, aby budynki miejskie powstawały w nowym stylu odrodzenia. W 1593 rozpoczęła ponownie w Oleśnicy pracę drukarnia; w 1594 Karol II założył w mieście szkołę średnią zwaną Gymnasium Illustre. W tym samym czasie z inicjatywy księcia powstała biblioteka łańcuchowa w kościele zamkowym. Na dworze Karola II prężnie rozwijała się kultura muzyczna dzięki sprowadzeniu przez księcia do Oleśnicy znakomitych muzyków. Zgodnie w wymaganiami epoki odrodzenia założył ogród zwany Fasanerie, sprowadzając nieznane wcześniej egzotyczne drzewa i krzewy.